# Gawān
Gawān är en ort i Indien.   Den ligger i distriktet Budaun och delstaten Uttar Pradesh, i den norra delen av landet, 110 km öster om huvudstaden New Delhi. Gawān ligger 191 meter över havet och antalet invånare är 8 744.
Terrängen runt Gawān är mycket platt. Runt Gawān är det tätbefolkat, med 511 invånare per kvadratkilometer. Närmaste större samhälle är Anūpshahr, 10,6 km sydväst om Gawān. Trakten runt Gawān består till största delen av jordbruksmark.